# 堂·麦克杜格尔
堂·麦克杜格尔（英語：Donald W. MacDougall）为一位美国音讯工程师。他获得过1次奥斯卡最佳音响效果奖，并得到4次提名。自1974年至1999年间，他参与过130多部电影的制作。

## 精选影视作品
麦克杜格尔曾获得过1次奥斯卡奖，并4次获得提名。
获奖：
- 星球大战IV：新希望 (1977)[1]

提名：
- 俏佳人（英语：Funny Lady） (1975)[2]
- 第三类接触 (1977)[1]
- 卖命生涯（英语：Hooper (film)） (1978)[3]
- 一九四一 (1979)[4]